# Zhenzhu nang
Recueil de perles
La pharmacopée chinoise Zhenzhu nang 珍珠囊 « Le recueil de perles », dont le titre est la forme courte de Jié gǔ zhēnzhū náng 潔古珍珠囊 (ou Zhāngshì zhēnzhū náng 張氏珍珠囊) « Le recueil de perles de Jiegu (M. Zhang) », a été écrit par Zhang Yuansu 张元素 (1151-1234), nom social Jiegu 潔古, à l’époque de la dynastie Jin (1115-1234) du peuple Jürchen, et composé d’un seul chapitre.
L’œuvre présente une liste de substances médicinales, assorties de leur saveur, de leur aptitude à monter ou descendre (sheng jiang 昇降) dans le corps, d’agir en profondeur ou en surface, et de leurs liens avec les 12 conduits (méridiens).
Zhang Yuansu part des qualités propres et observables des drogues qu’il associe au système formel abstrait du yin et yang et des correspondances systématiques pentanaires de la médecine du Huangdi neijing, et dans une troisième étape, donne le mode d’action de la drogue, tel que la capacité à monter ou descendre dans le corps, de pénétrer tel ou tel conduit, de reconstituer ou accentuer une déplétion, ayant valeur explicative.
Ce n’est qu’à partir du début du XIIe siècle, que des auteurs comme Zhang Yuansu (1151-1234) et Kou Zongshi 寇宗奭 (XIIe) puis des élèves de Zhang, comme Li Gao (1180-1251) et Wang Haogu 王好古 (1200-1264), ont ouvert la voie à l’introduction des principes explicatifs des correspondances systématiques venant du Huangdi neijing (chap. 4, 5, 10  du Suwen; chap.11 du Lingshu), dans la pharmacopée. Auparavant, les auteurs de pharmacopée menaient des enquêtes auprès des médecins pour savoir quelles drogues avaient-ils observé, étaient les plus efficaces contre tels symptômes. Du moins pour les drogues de grade inférieur, car pour les autres destinées aux personnes cherchant à rester en bonne santé et à prolonger la vie (voire de chercher l’immortalité physique), l’observation très longue voire sans fin, étant peu facile, il restait à interroger les taoïstes et alchimistes.

## Histoire du texte
Li Shizhen dans Bencao gangmu (1593) décrit ainsi cette œuvre
« 〔Le Recueil de perles de Zhang Shiyuan [Yuansu]〕Une section - non retrouvée. Li Shizhen 李時珍  dit: « Le recueil de perles de Jiegu » est un livre en une section, écrit par Zhang Yuansu, un célèbre médecin de Yizhou 易州 (dynastie Jin). Yuansu, dont le nom de courtoisie était Jiegu, a échoué à l'examen impérial le plus élevé, le jinshi 進士 et s'est tourné vers l'étude de la médecine. Il a approfondi les mystères des classiques médicaux et a compris les subtilités de la relation entre le ciel et l'homme. Il a affirmé que les prescriptions anciennes ne conviennent pas aux nouvelles maladies [Gǔ fāng xīn bìng bù xiāng nang 古方新病不相能] et a développé ses propres méthodes. Il a distingué les propriétés des médicaments en termes de saveurs »
L’Histoire officielle de la dynastie Jin nous renseigne sur les différences d’approche thérapeutique des deux experts médicaux de cette époque, Zhang Yuansu et Liu Wansu. Ce dernier pensait que les drogues les plus importantes pour le traitement des maladies, étaient celles avec une thermo-influence froide. Alors que Zhang Yuansu disait que ce n’est pas parce qu’une drogue a réussi à traiter un patient qu’elle réussira aussi avec un autre patient. Pour lui, il fallait absolument prendre en compte les différences individuelles entre chaque patient. C’est aussi ce qu’on peut comprendre de l’assertion de Zhang Yuansu, sur la non-applicabilité des anciennes formules aux conditions actuelles.
Les auteurs de la biographie ainsi que Li Shizhen ont insisté sur l’idée que Zhang Yuansu plaçait la connaissance des drogues dans un cadre théorique. À la base de cette approche, se trouvent les qualités des drogues, comme leur qi 气 ([drogue] froide han 寒, chaude re 热, fraiche wen 温, tiède liang 凉), la saveur (piquante, sucrée, acide, amère, salée), la couleur, reposant toutes sur les organes des sens. Puis à partir de là, était développées les associations, telle que l’affiliation yin yang, et la position des drogues dans le système de correspondances pentanaires. Et dans une troisième étape, le mode d’action de la drogue, tel que la capacité à monter ou descendre dans le corps, de pénétrer tel ou tel conduit, de reconstituer ou accentuer une déplétion, ce qui est appelé les qualités secondaires.
Comme chaque personne possède une position unique dans le système cosmique des influences saisonnières et régionales et comme toutes les maladies apparemment similaires ne sont pas de même nature, même si les symptômes correspondent pour beaucoup de patients, il est irresponsable pour Zhang Yuansu (et comme ce l’était aussi pour Kou Zongshi) de compiler des prescriptions toutes prêtes, et d’assurer leurs effets sur une maladie donnée. Ce n’est qu’après l’étude des causes des maladies en terme du système de correspondances pentanaires qu’on peut entreprendre une thérapie par des drogues.
La réalisation de ce programme ambitieux rencontra d’énormes difficultés qui obligèrent à faire des concessions à la pratique.
À la même époque, quatre grand maîtres étaient aussi reconnus pour leurs contributions (assez semblable à celle de Zhang Yuansu) à la médecine traditionnelle chinoise : Liu Wansu (刘完素), Zhang Congzheng (张从正), Li Gao 李杲 (= Li Dongyuan 李东垣), Zhu Danxi (朱丹溪).

## Le texte
Un fragment du « Recueil des perles » Zhenzhu nang a été préservé dans le cinquième livre des « Recettes de la collection pour profiter de la vie » Ji sheng ba cui fang 濟生拔萃方 (1315) de Du Sijing 杜思敬. Cet ouvrage est une collection de 19 textes médicaux des périodes Jin et Yuan. Le contenu de ce fragment préservé qui était le chapitre 5 de l’ouvrage, contient les informations suivantes :
1. Liste de 113 drogues avec leurs qualités
En voici quelques notices:
« Badou 巴豆, [Croton tiglium, plante toxique de la famille des Euphorbiaceae ]
Propriétés : Piquant (xin 辛), pur yang  (chunyang 純陽)
Effets : Élimine l'humidité de l'estomac et de l’abdomen (qu wei zhong shi 去胃中濕), brise les accumulations et les obstructions. C'est un remède puissant pour ouvrir les passages bloqués, mais il ne doit pas être utilisé à la légère »
« Fushen 茯神 [Wolfiporia extensa (anciennement Poria cocos), un champignon de la famille des Polyporaceae]
Propriétés : Doux, pur yang.
Effets : Traite les vertiges causés par le vent. En cas de vide du cœur (xinxu 心虚), rien d'autre ne peut le traiter. »
La matière médicale fushen 茯神 est le sclérote du champignon Wolfiporia extensa, contenant une racine de pin. Elle traite les vertiges créé par le vent (interne) (liao feng xuan 療風眩). Le « vent interne » est une métaphore utilisée pour décrire des déséquilibres internes du corps qui manifestent des symptômes similaires à ceux causés par le vent externe. Cela inclut des mouvements brusques, des tremblements, des vertiges et des convulsions, qui rappellent la nature imprévisible et changeante du vent. Le xinxu 心虚 « vide du cœur » est caractérisé par les symptômes suivants : palpitations (sensation de battements de cœur irréguliers ou rapides), insomnie, anxiété, fatigue mentale etc..
Sur quelles observations Zhang Yuansu pouvait-il s’appuyer pour affirmer que fushen est « doux et pur yang » ? On peut imaginer que c’est en goûtant fushen qu’il concluait qu’elle est douce. Une herbe douce ou piquante était souvent considérée comme yang, car ces saveurs sont associées à la chaleur et à l'activité. Fushen a une nature douce et est utilisé pour apaiser et stabiliser, ce qui est cohérent avec les propriétés yang.
« Fangfeng 防風, [Ledebouriellae Radix plante de la famille des Apiacées ] 
Propriétés : Doux, pur yang.
 Effets : C'est un médicament du méridien du Taiyang. Il élimine le vent supérieur du corps et réduit légèrement le vent inférieur. Il est incompatible avec le gingembre sec (Gan Jiang), le veratrum (Li Lu), la scrophulaire (Bai Lian) et la graine de croton (Yuan Hua). »
Fang feng 防風, est un médicament du conduit Taiyang [tai yang jing benyao 太陽經本藥]. Comme il y a deux conduits taiyang, il faut préciser que c’est le Conduit de la vessie – taiyang du pied (Zú tàiyáng pángguāng jīng 足太阳膀胱经).
Bien que les qualités observées de fushen et fangfeng soient identiques, on constate que leurs effets thérapeutiques sont différents.
Les spécialistes de pharmaceutique goûtaient les matières médicales et observaient leurs effets thérapeutiques mais la liaison avec la « physiologie du Huangdi neijing » (les théories du yin yang, des correspondances systématiques wuxing et des conduits) semble bien plus ad hoc. Les experts médicaux chinois semblaient bien plus soucieux de s'inscrire dans une longue tradition de pratiques médicales que de baser leurs hypothèses sur l'observations - sans parler de l'expérimentation. Bien que très en avance sur la médecine européenne, ils n'ont jamais su monter d’expérimentations comme il a été fait pour établir les bases des grands principes physiologiques modernes (digestion, respiration, circulation sanguine etc.). Voir l’ouvrage remarquable de Rémi Cadet.
2. Liste de 12 conduits avec leur drogue guide
3. Liste de diverses maladies avec les drogues appropriées
En cas de réplétion du sang, ou d’accumulation de mauvais sang : dang gui diminue [le sang] su mu et hong hua.
En cas d’ulcères dus à une consommation excessive de vin de céréale, il faut éliminer la chaleur stagnante de la vessie : utiliser ze xie 泽泻 [Alisma plantago-aquatica], fang yi.
4. Quelques énoncés théoriques
Si une maladie est dans la partie supérieure [du corps], elle correspond au ciel. Elle doit être préparée par rôtissage, et lavage avec du vin. Quand les drogues sont mises à bouillir, [le feu] doit être fort, et [les liquides produits] doivent être clairs. Ils doivent être consommés lentement.
Si une maladie est dans la partie inférieure [du corps], elle correspond à la terre. Quand les drogues sont mises à bouillir, [le feu] doit être doux et [les liquides produits] doivent être épais. Ils doivent être consommés rapidement.
Ces recommandations sont basées sur le système de correspondance construit au début sur la base quelques analogies mais qui est devenu un système formel abstrait sans aucune base empirique.